# Bending molecolare
Con il termine inglese bending molecolare (in italiano "piegamento molecolare"), s'intendono dei tipi di vibrazioni delle molecole in cui si verifica una variazione dei valori degli angoli di legame dei vari atomi uniti fra loro.

## Descrizione
Secondo i principi della meccanica quantistica i livelli vibrazionali, così come tutti gli altri livelli energetici, sono quantizzati. A temperatura ambiente è possibile soltanto la vibrazione allo stato fondamentale. Fornendo energia sotto forma di radiazione infrarossa di lunghezza d'onda appropriata si possono far accedere le molecole a livelli vibrazionali eccitati.
Questo fenomeno, insieme allo stretching molecolare, viene sfruttato nella spettroscopia IR al fine di analizzare la struttura delle molecole. Difatti se si investe il campione di radiazione IR di lunghezza d'onda appropriata per il passaggio ad uno stato eccitato, si noterà che il campione ha assorbito una certa quantità della luce incidente. I diversi atomi legati insieme e i diversi legami tramite i quali sono legati vibreranno, per loro natura, a frequenze diverse. Per esempio se un legame è più forte ci sarà bisogno di una maggiore quantità di energia per farlo vibrare. Questo dà informazioni sul tipo di legami in una molecola ed è utile per l'analisi strutturale.